# 谬氏马先蒿
谬氏马先蒿（学名：Pedicularis mussotii），为玄参科马先蒿属下的一个植物种。

## 变种
- 刺冠变种（var. lophocentra）
- 变形变种（var. mutata）